# Grimmia obtusata
Grimmia obtusata là một loài Rêu trong họ Grimmiaceae. Loài này được (Müll. Hal. & Hampe) A. Jaeger mô tả khoa học đầu tiên năm 1874.